# Ford C-Max
Ford C-Max — компактний мінівен, який представляє європейська філія американського автовиробника Ford у модельному ряді з 2003 року.

## Перше покоління (2003-2010)

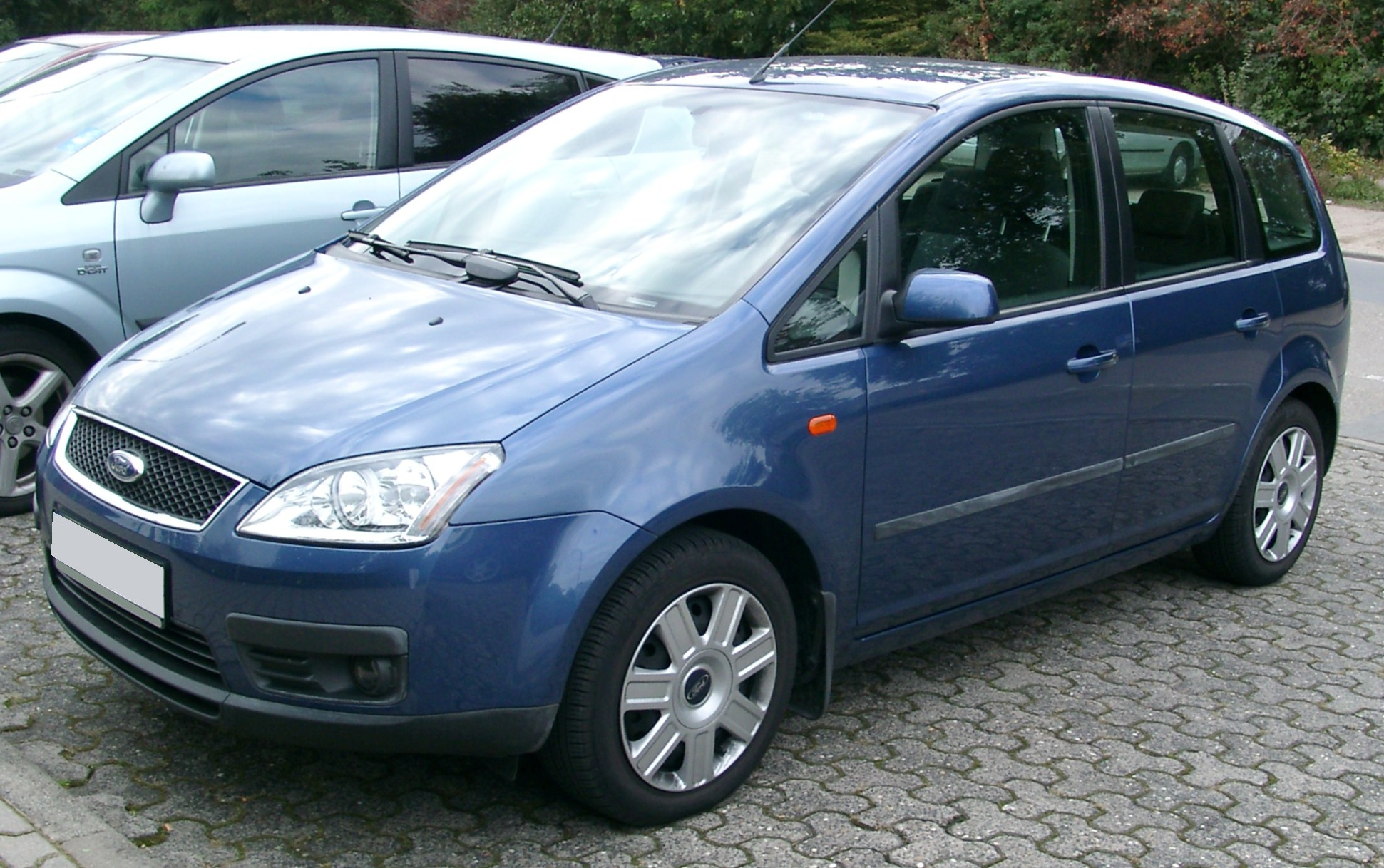
Ford C-Max 2003-2007

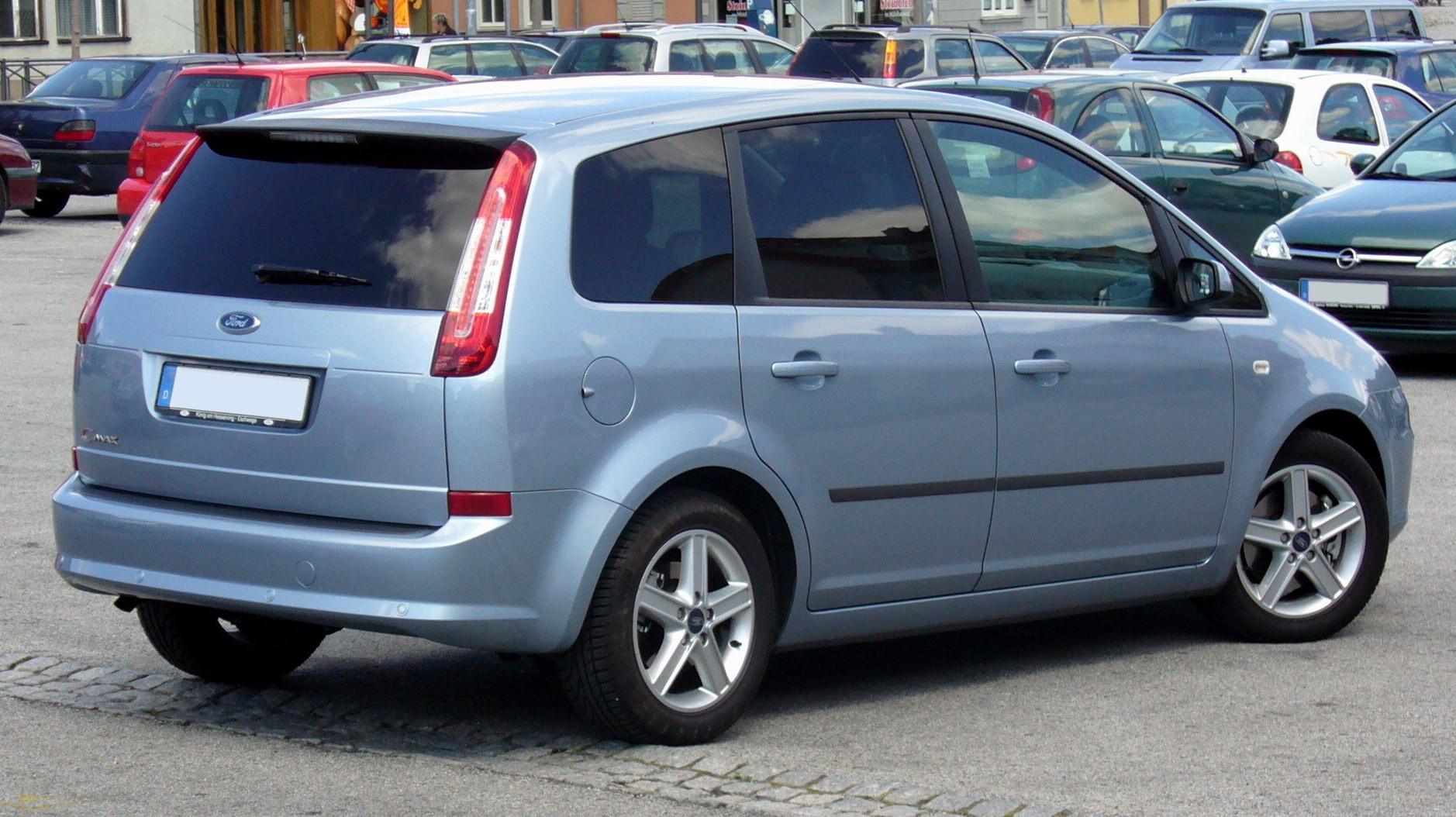
Ford C-Max 2007-2010

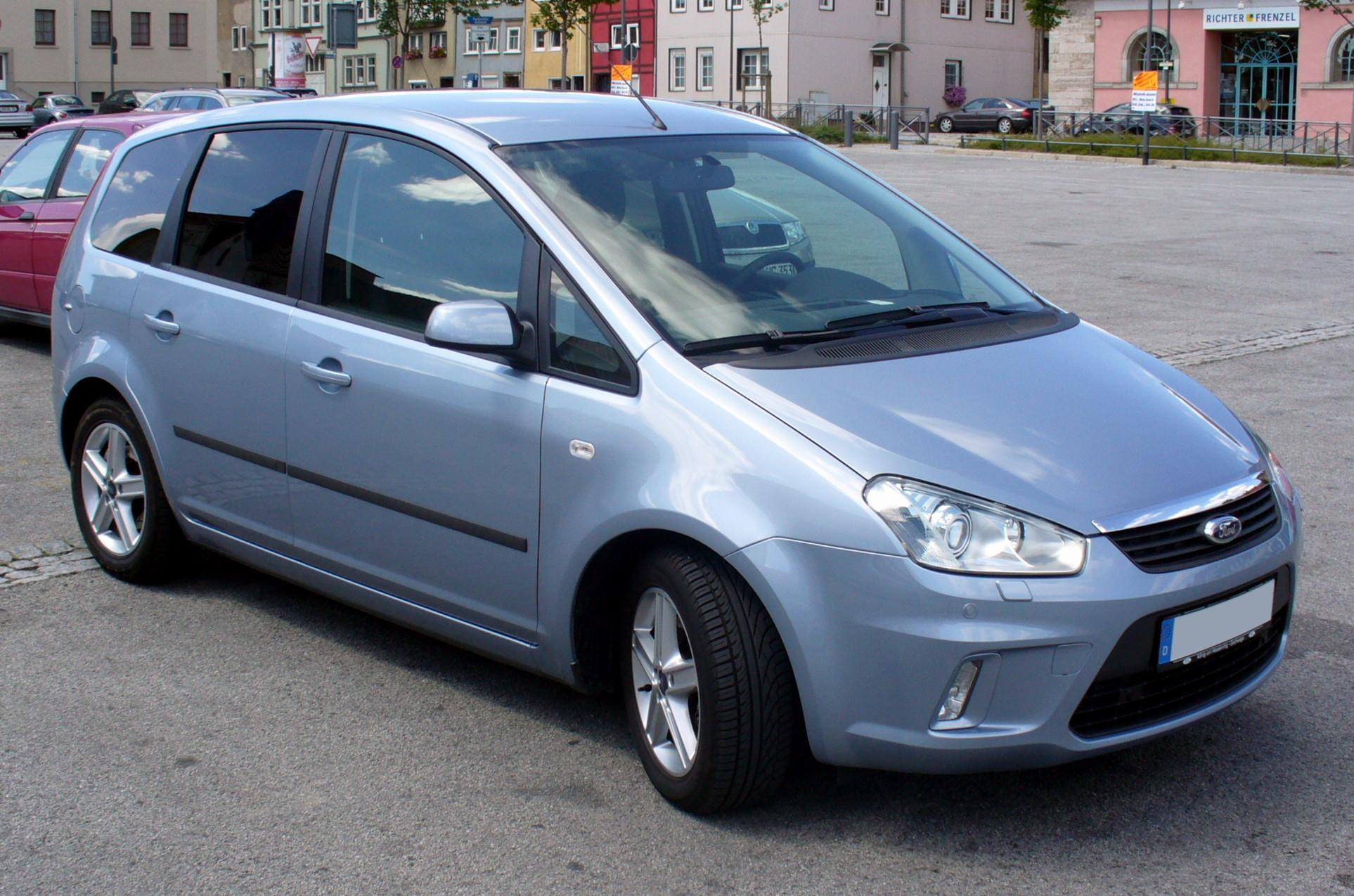
Ford C-Max 2007-2010

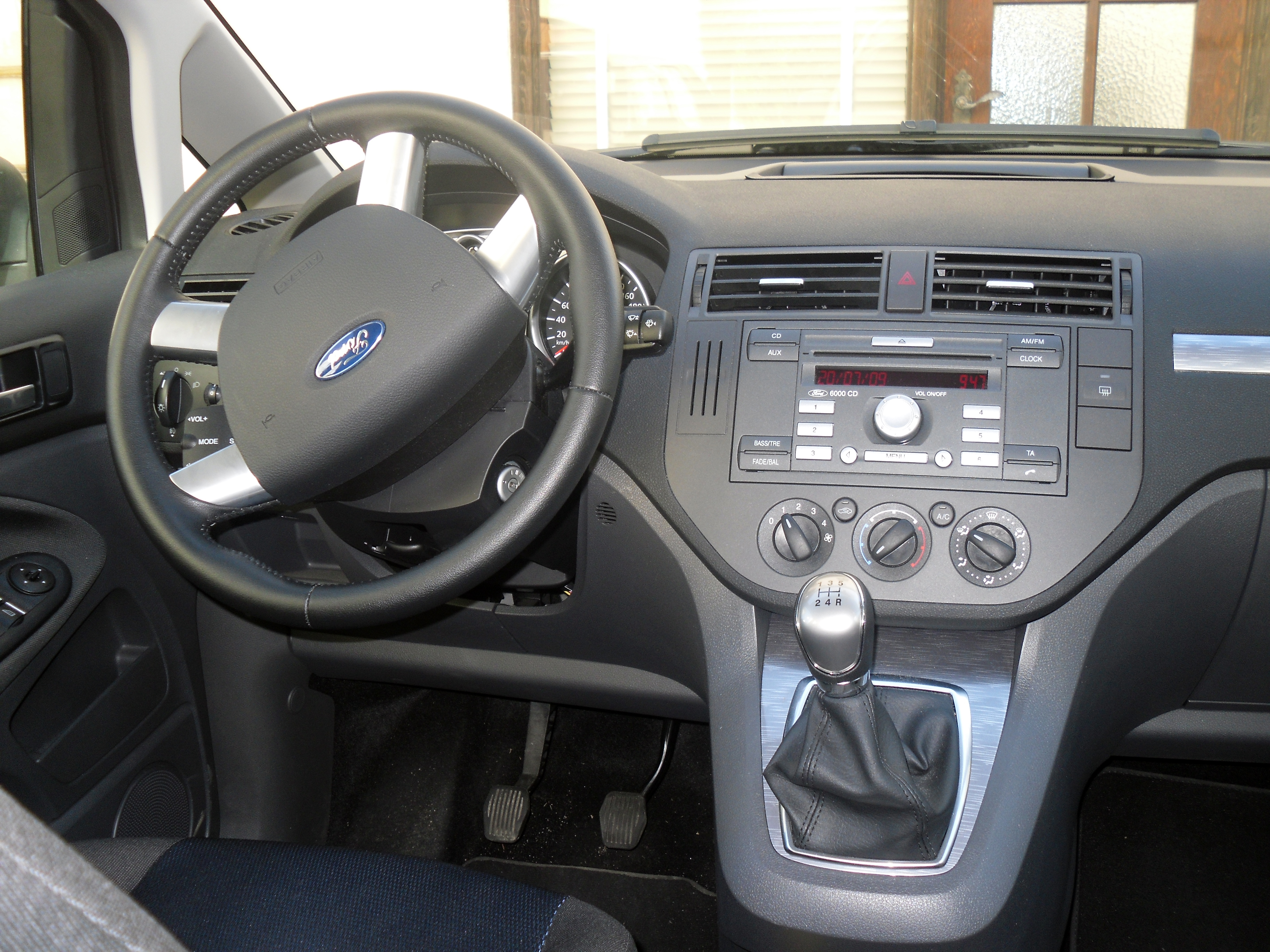
Салон Ford C-Max

Ford C-Max першого покоління, що встав на конвеєр заводу в Саарлуї в 2003 році, був доступний з одним варіантом колісної бази: розміром 2640 мм. У довжину автомобіль дорівнював 4391 мм, в ширину і висоту - 1825 і 1588 мм відповідно. В основі моделі лежала платформа Ford C1, на якій були побудовані Ford Focus і Mazda5. В залежності від версії споряджена маса варіювалася від 1372 до 1527 кг. Сильною стороною «сі-макса» була відточена керованість. Але мотори були звичайні. В ряду бензинових агрегатів складалися атмосферні «четвірки» 1.6 (100-115 к.с.), 1.8 (125) і 2.0 (145), а лінійка турбодизельних включала мотори 1.6 (90-109 сил), 1.8 (115) і 2.0 (136). Коробки передач - п'яти-і шестиступінчасті «механіки» плюс «автомати» з чотирма або шістьма діапазонами. Строго п'ятимісний Ford C-Max продавався в країнах Європи та Нової Зеландії, а випуск в Німеччині припинився в 2010 році.

### Двигуни
Бензинові
- 1.6 л Duratec I4 100/115 к.с.
- 1.8 л Duratec I4 120/125 к.с.
- 2.0 л Duratec I4 145 к.с.

Дизельні
- 1.6 л Duratorq TDCi I4 90/109 к.с.
- 1.8 л Duratorq TDCi I4 115 к.с.
- 2.0 л Duratorq TDCi I4 110/136 к.с.

## Друге покоління (2010-2019)

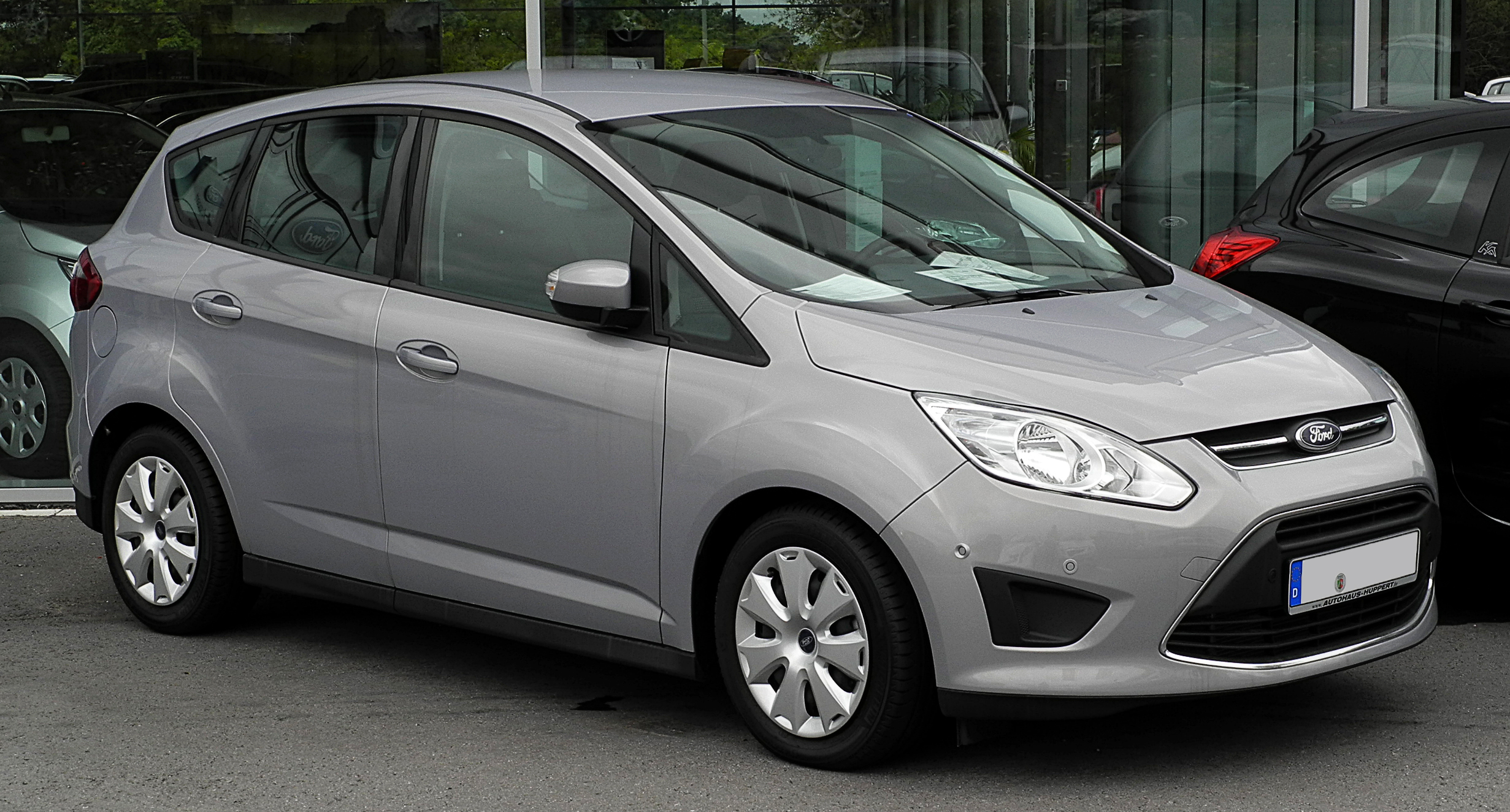
Ford C-Max (2010-2015)

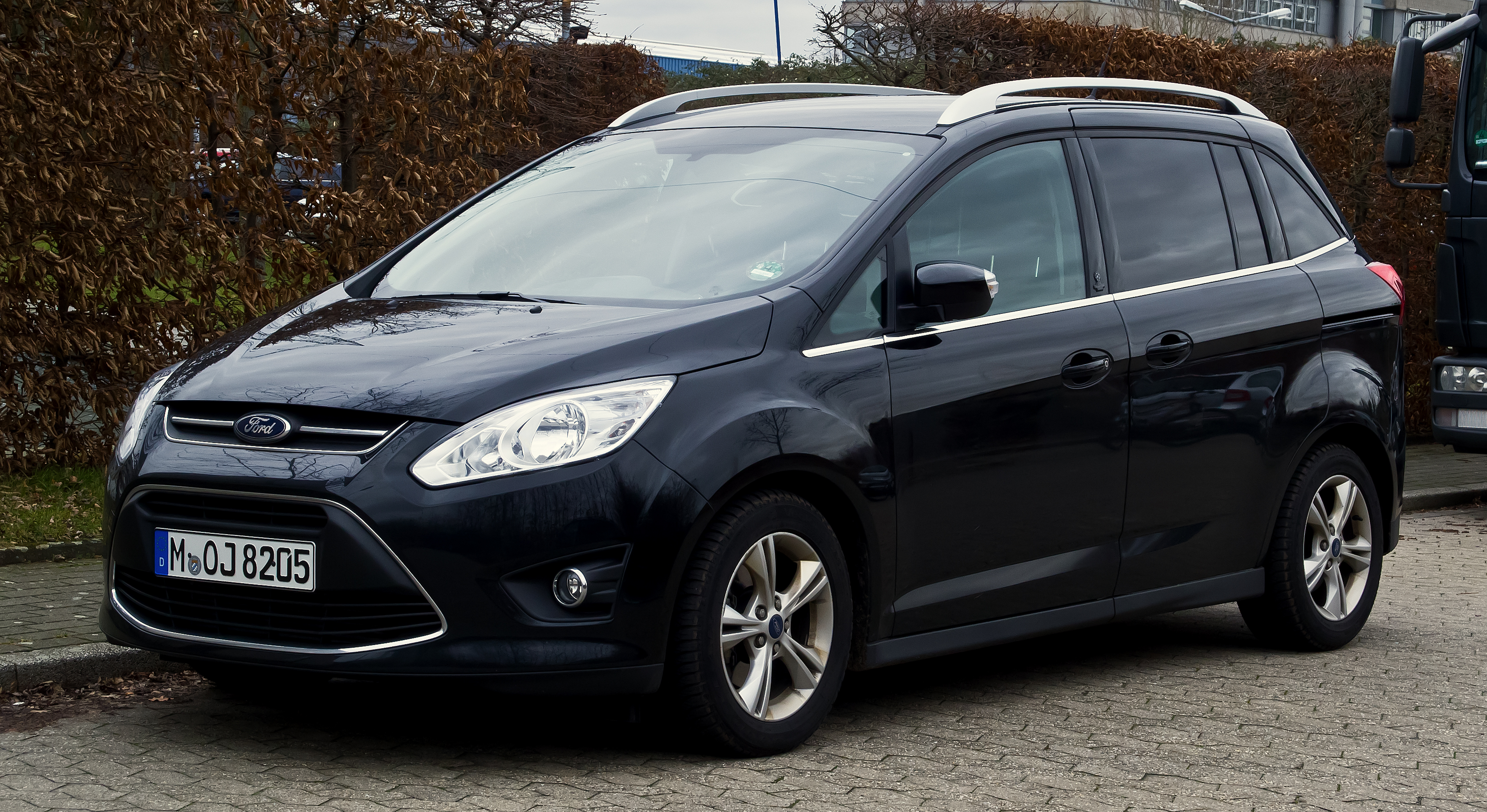
Ford Grand C-Max (2010-2015)

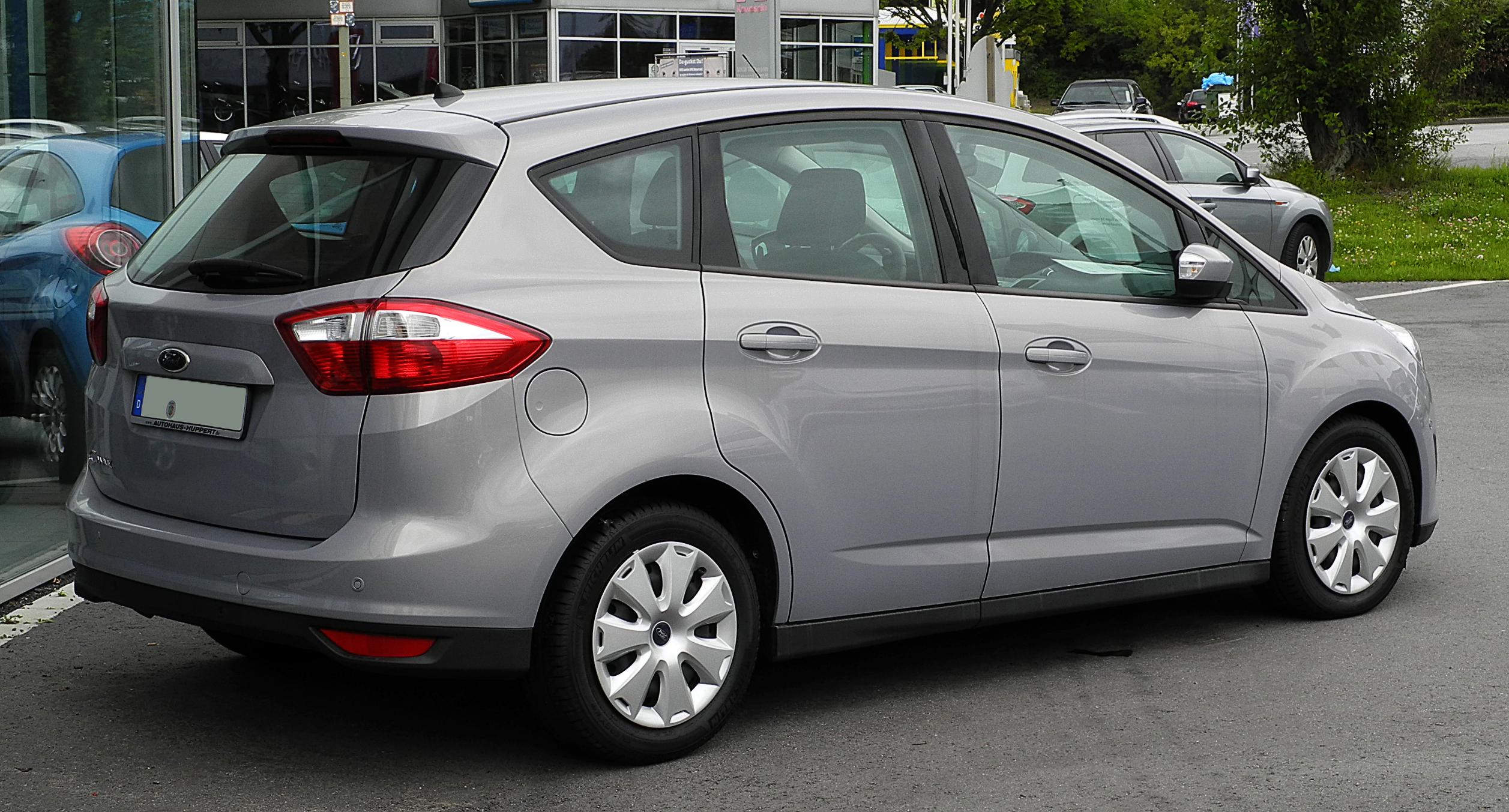
Ford C-Max (2010-2015)

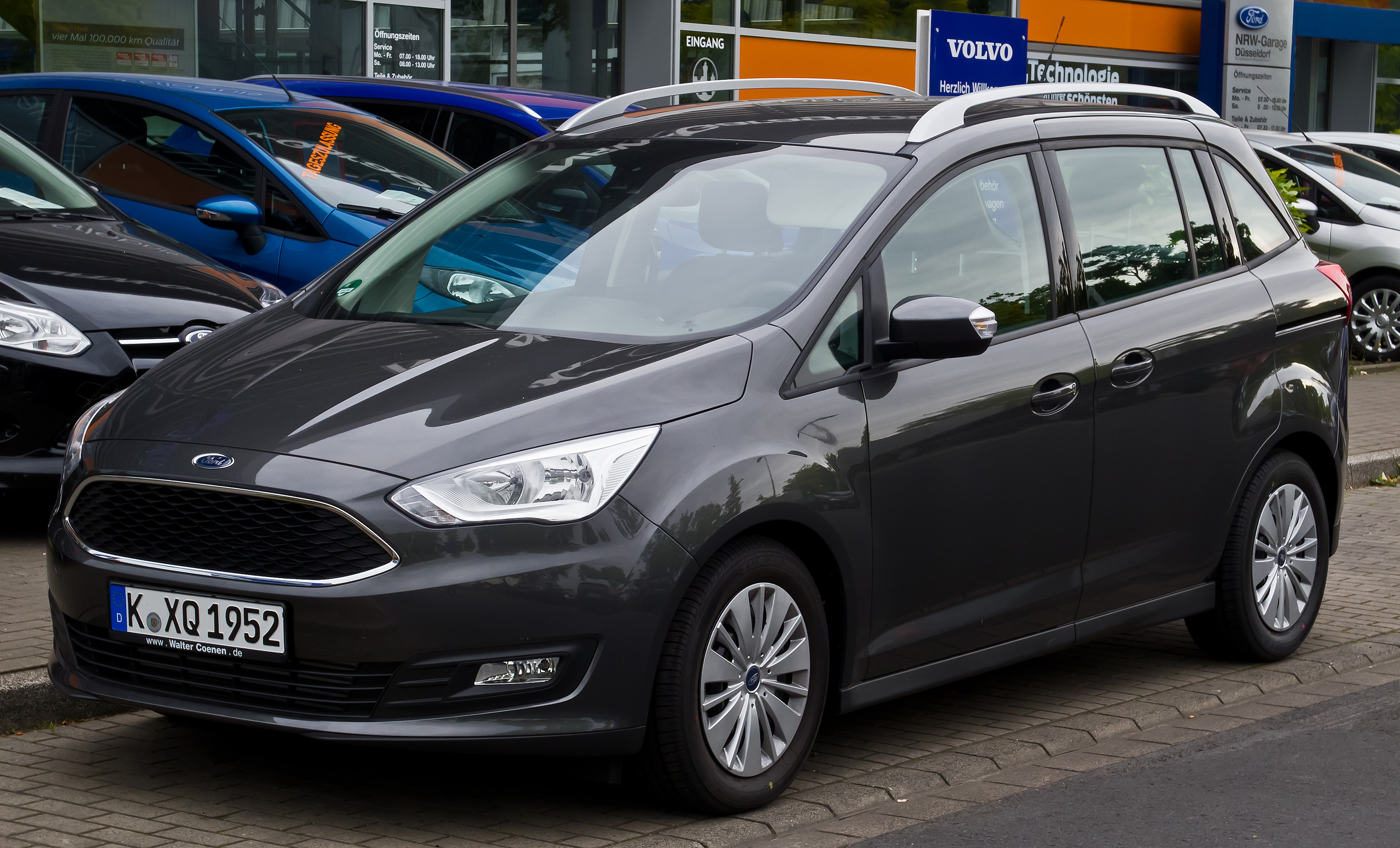
Ford Grand C-Max (з 2015)

Автомобіль другого покоління був представлений на Франкфуртському автосалоні 15 вересня 2009 року. За основу взята зовнішність концепту iosis MAX, яка являє собою наступний виток «кінетичного» дизайну . Автомобіль є першим з модельної лінійки Ford, побудованим на новій глобальній платформі Ford сегмента C , з оптимізованою конструкцією задньою підвіски «Control Blade» та напівізольованим переднім підрамником. Крім 5-місної моделі, на автосалоні був представлений 7-місний Grand C-MAX. Характерною особливістю останнього є парні зсувні двері і інноваційний дизайн сидінь. Серед інших технічних нововведень - двигуни сімейства EcoBoost і шестиступінчаста преселективна коробка передач PowerShift фірми Getrag. Оголошено, що вже в базовій комплектації буде присутня система управління векторизацією обертаючого моменту (Torque Vectoring Control).
У квітні 2015 року C-MAX і Grand C-MAX модернізували. Продажі стартували в червні того ж року. З центральної консолі половина всіх кнопок і елементів управління була видалена, замість них встановлено великий сенсорний екран, яким також можна керувати за допомогою голосових команд. Також змінилася решітка радіатора.

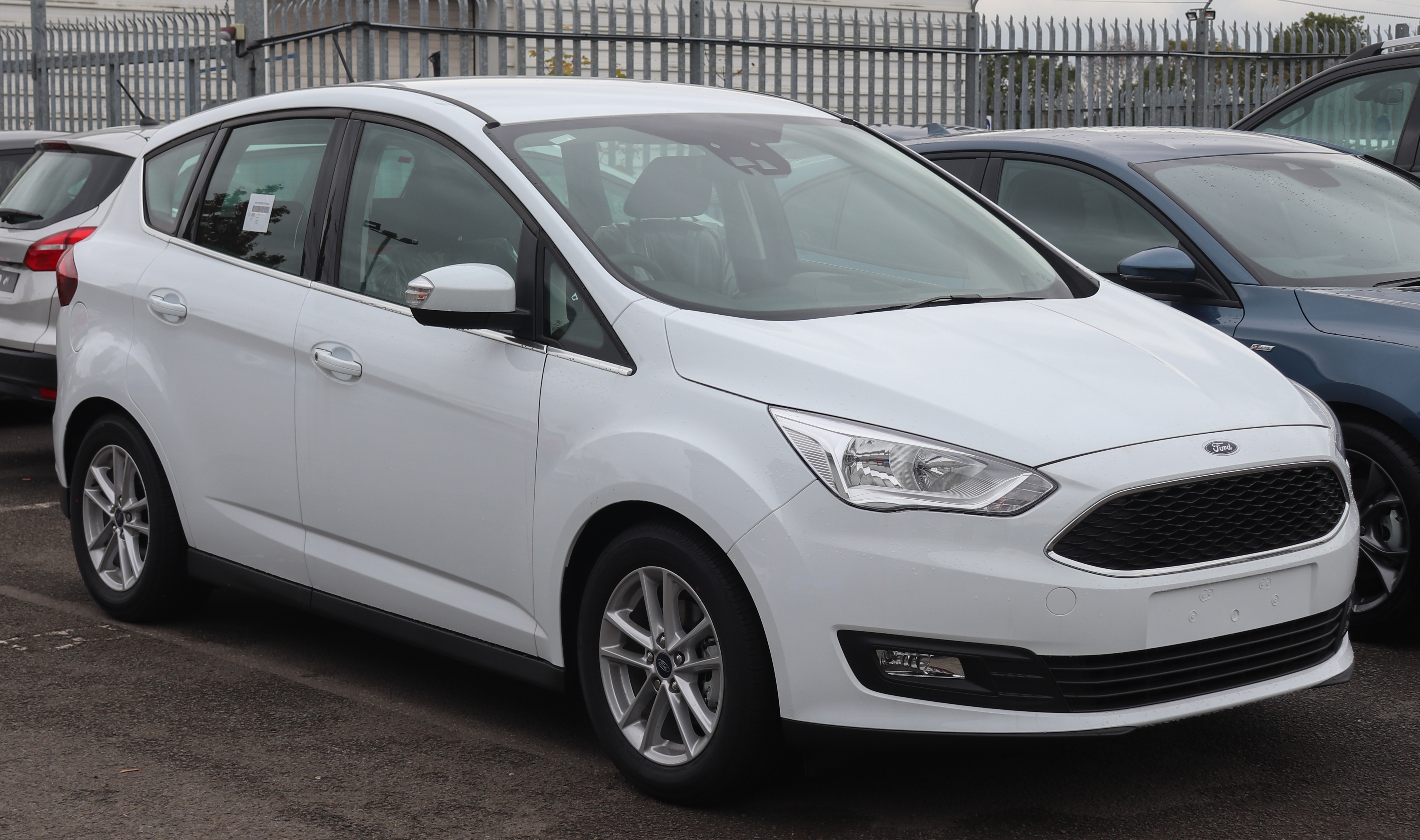
Ford C-Max (з 2015)
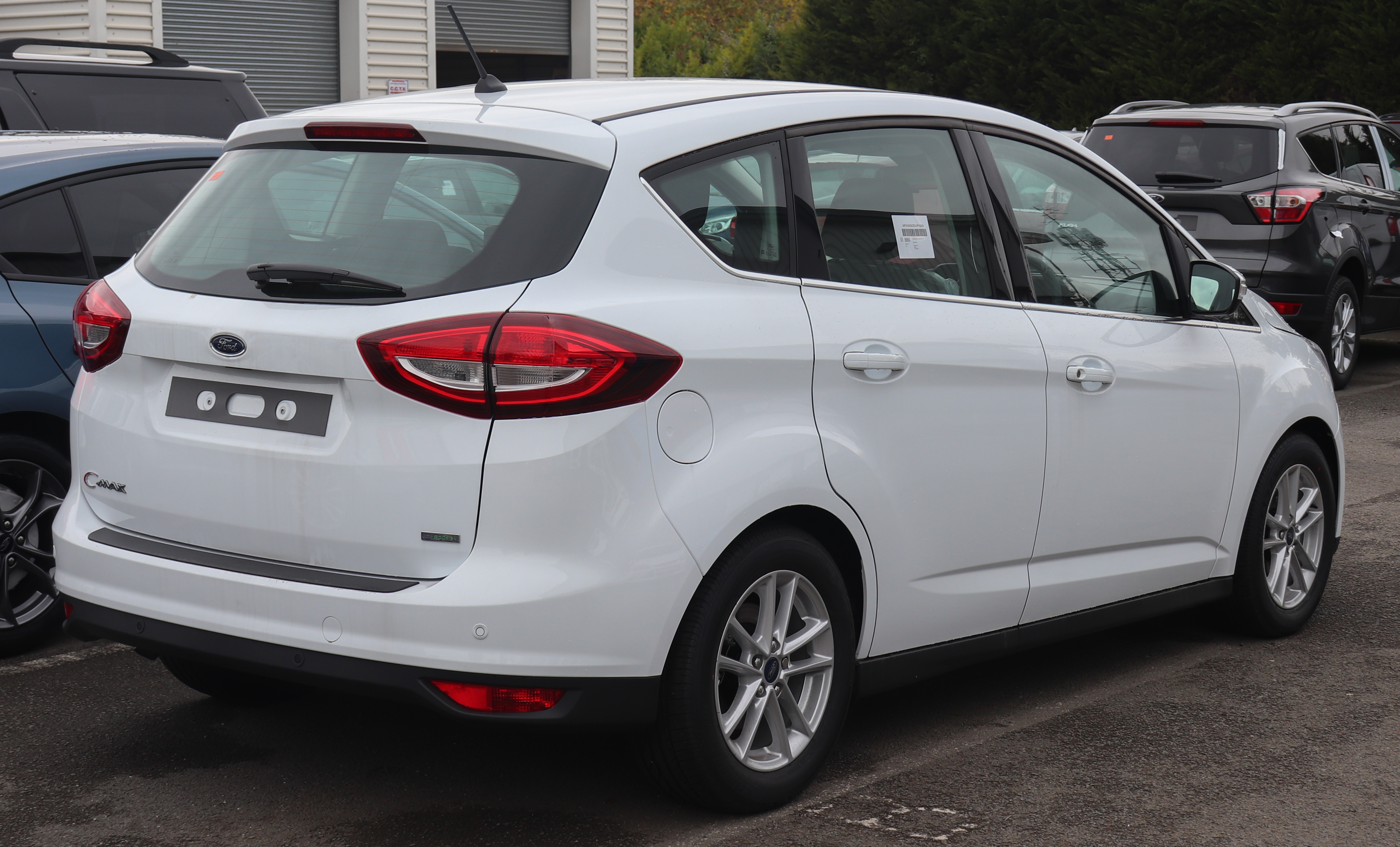
Ford C-Max (з 2015)
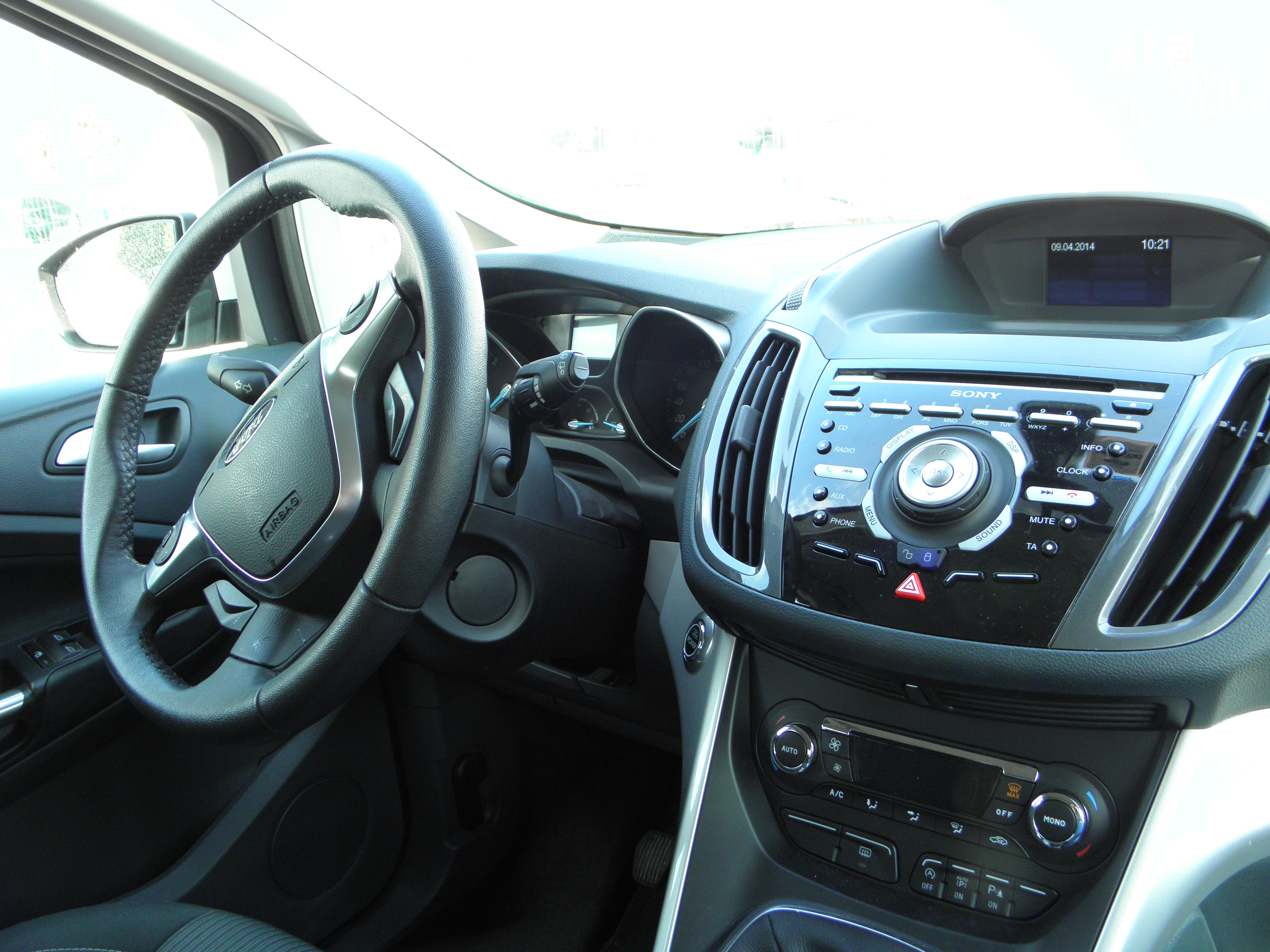
Салон Ford C-Max ІІ

### C-Max Hybrid

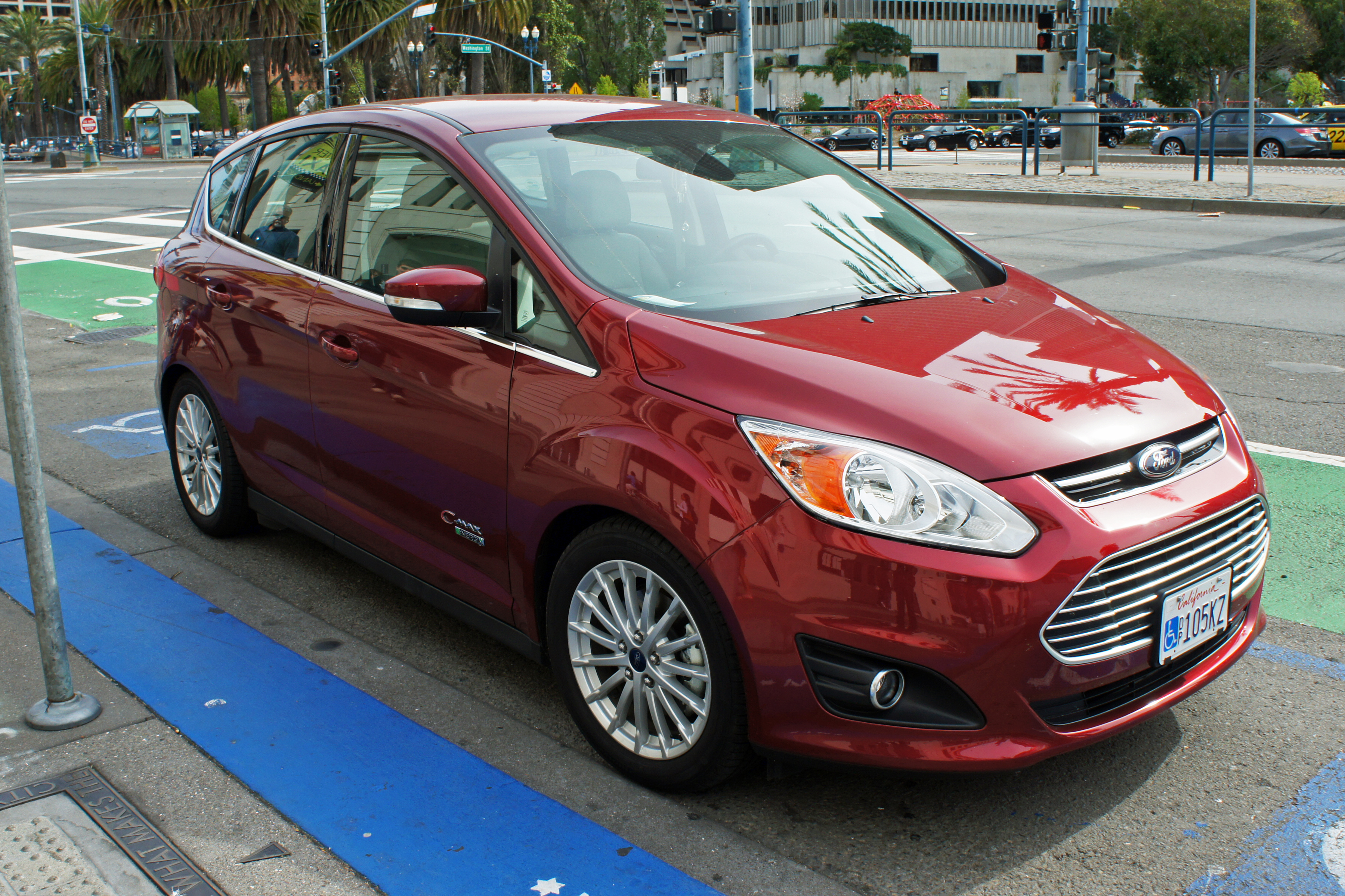
Ford C-Max Energi

По параметрам внутрішнього дизайну, комфорту та технологічного оснащення, Ford C-Max Hybrid (Ford C-Max Energi в Північній Америці) легко обходить Toyota Prius. Нова стилізація даху гібриду C-Max дозволить зручно розміститись чотирьом пасажирам, а багажне відділення легко вмістить весь їх багаж. Склавши спинки задніх сидінь, місткість багажника майже зрівняється з деякими невеликими позашляховиками. І, оскільки, підвіски C-Max Hybrid і Ford Focus дуже подібні, він запропонує рівномірнішу, тихішу та динамічнішу їзду, ніж у більшості гібридів. При базовій комплектації SE, власник отримає: двозонний клімат-контроль, передні сидіння з механічним налаштуванням, складні задні сидіння у співвідношенні 60/40, 17-дюймові колеса з литими дисками, аудіо систему на 6 динаміків та USB-порт для під’єднання плеєру. При моделі SEL буде додано: передні сидіння з підігрівом, кнопковий запуск автомобіля, нову інформаційно-розважальну систему SYNC 3 з 8-дюймовим сенсорним дисплеєм та голосовим управлінням. Пакет засобів безпеки укомплектований: сімома подушками, електронною системою стабільністю та післяаварійною системою попередження, яка активує звуковий та аварійний сигнали в разі розкриття подушок безпеки. 

### Двигуни
Бензинові
- 1.0 л EcoBoost I4 100/125 к.с.
- 1.6 л Duratec Ti-VCT I4 85/105/125 к.с.
- 1.6 л Duratec Ti-VCT LPG I4 117 к.с.
- 1.5 л EcoBoost I4 150/182 к.с.
- 1.6 л EcoBoost I4 150/182 к.с.

Дизельні
- 1.5 л Duratorq TDCi I4 95/105/120 к.с.
- 1.6 л Duratorq TDCi I4 95/115 к.с.
- 2.0 л Duratorq TDCi I4 115/140/150/163/170 к.с.